# Echinodorus scaber
Echinodorus scaber är en svaltingväxtart som beskrevs av Karel Rataj. Echinodorus scaber ingår i släktet Echinodorus och familjen svaltingväxter. Inga underarter finns listade.